# 加穆利夫卡
48°23′4″N 28°6′29″E / 48.38444°N 28.10806°E
哈穆利夫卡（烏克蘭語：Гамулівка）是位於烏克蘭西南部的村莊，由文尼察州裡莫希利夫-波季利斯基区的巴布欽齊市鎮負責管轄。該村始建於1400年，面積0.92平方公里，海拔高度121米，2001年人口60。